# 南アフリカ共和国の高速道路

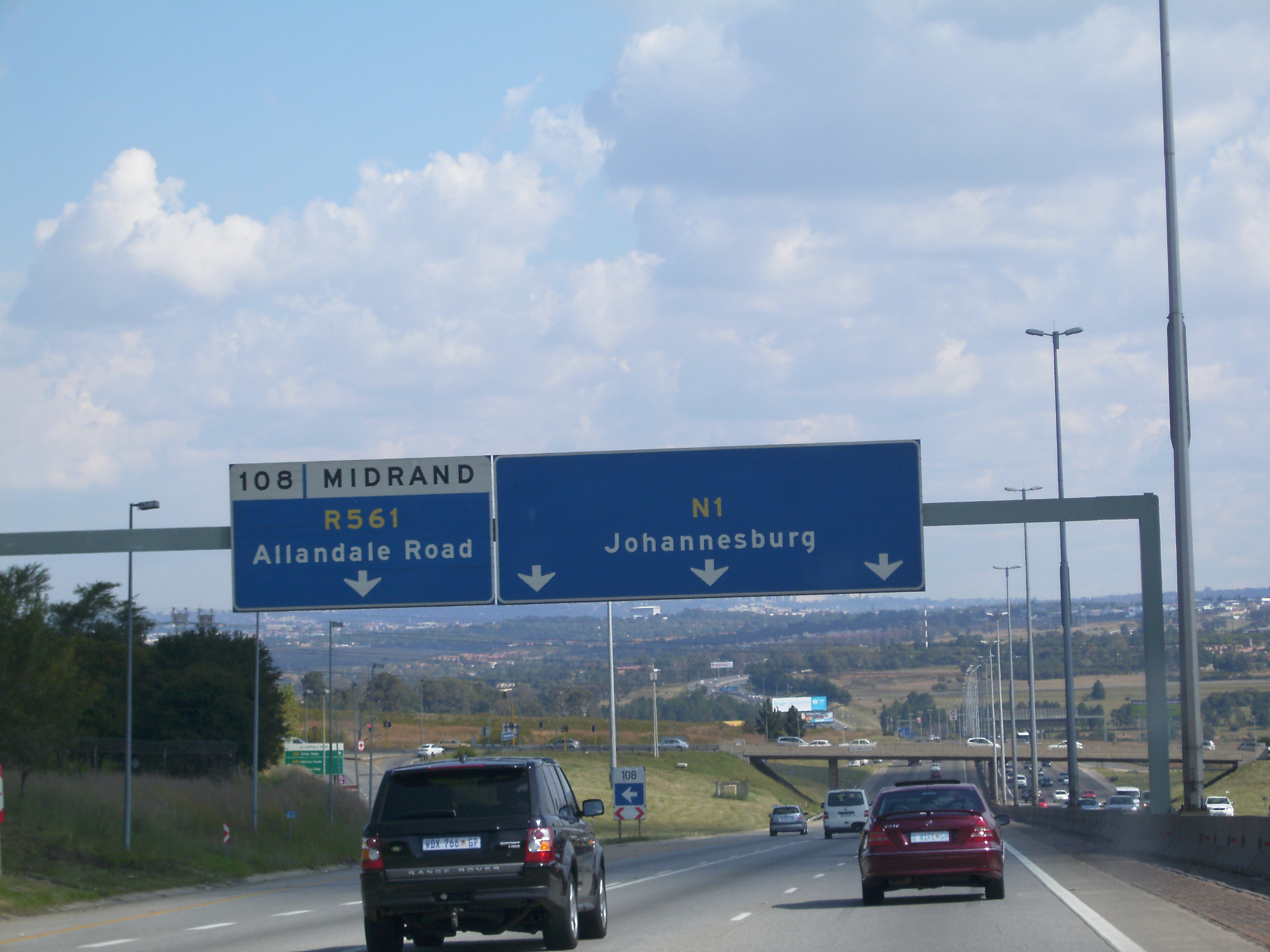
R561（左） - ミッドランドIC
N1（右） - ヨハネスブルグ方面

南アフリカ共和国の高速道路（みなみアフリカきょうわこくのこうそくどうろ）
南アフリカ共和国にある高速道路はNロード、Rロード、Mロードの3種類である。

## 概要

### Nロード
- 国が建設した高速道路はナショナルロードと呼ばれ、各路線は頭文字の『N』に路線番号を合わせ『N○』で表記される。建設は国が行うものの、維持管理は政府が全額出資する南アフリカ道路管理株式会社（SANRAL）が行っている。

### Rロード
- 州が建設した高速道路は、各路線は州（Region）の頭文字『R』に路線番号を合わせ『R○』で表記される[1]。

### Mロード
- 自治体が建設した高速道路は、各路線は自治体（Municipality）の頭文字『M』に路線番号を合わせ『M○』で表記される。